# Vezins (Maine-et-Loire)
Vezins település Franciaországban, Maine-et-Loire megyében. Lakosainak száma 1750 fő (2022. január 1.). Vezins Chanteloup-les-Bois, Coron, Nuaillé, Trémentines és Chemillé-en-Anjou községekkel határos.

## Népesség
A település népessége az elmúlt években az alábbi módon változott:
| Lakosok száma | 1044 | 1265 | 1394 | 1635 | 1643 | 1691 | 1717 | 1727 | 1733 | 1750 |
|               | 1968 | 1982 | 1990 | 2006 | 2013 | 2015 | 2017 | 2019 | 2020 | 2022 |